# Reggie Yates

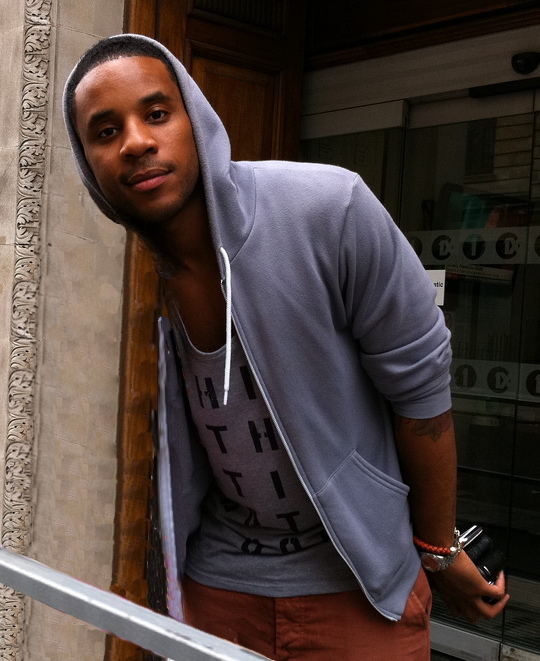
Reggie Yates (2012)

Reginald „Reggie“ Yates (* 31. Mai 1983 in Archway, London) ist ein britischer Filmschauspieler, Drehbuchautor, Filmregisseur, Discjockey und Moderator und Radiosprecher, der für die BBC mehrere Dokumentationen produzierte.

## Leben
Reggie Yates wurde 1983 in Archway im Norden Londons geboren. Seine Eltern stammen aus Ghana. Im Alter von acht Jahren stand er für die Fernsehserie Desmond's erstmals vor der Kamera. Später war er für die Fernsehsendungen The Voice UK, The Voice und Top of the Pops tätig.  Hauptberuflich ist Yates Moderator und Sprecher für BBC Radio 1. Ab 2011 produzierte für die BBC auch mehrere preisgekrönte Dokumentarfilme, die sich mit unterschiedlichsten Themen beschäftigen, so Reggie Yates: Race Riots USA und Reggie Yates: Life and Death in Chicago.
Yates führte auch bei mehreren Kurzfilmen Regie, für die er auch die Drehbücher schrieb. Für seinen Kurzfilm Date Night aus dem Jahr 2014 konnte er die Schauspieler Daniel Kaluuya, Elen Rhys und Tony Way gewinnen. Sein Spielfilmdebüt gab Yates mit der Komödie Pirates, die im November 2021 in die Kinos im Vereinigten Königreich kam und bei der er Regie führte und das Drehbuch schrieb.

## Filmografie
- 2002: Grange Hill (Fernsehserie, als Schauspieler in 17 Folgen)
- 2002–2004: Smile (Show, als Moderator)
- 2003–2005: UGetMe (Fernsehserie, als Schauspieler in 26)
- 2007: Doctor Who (Fernsehserie, als Schauspieler in 4 Folgen)
- 2009: Trinity (Fernsehserie, als Schauspieler in 8 Folgen)
- 2011–2015: Rastamouse (Fernsehserie, als Schauspieler in 46 Folgen)
- 2013: Patriarch (Kurzfilm, Regie und Drehbuch)
- 2014: Date Night (Kurzfilm, Regie und Drehbuch)
- 2015: Reggie Yates: Race Riots USA (Dokumentarfilm, als Produzent)
- 2016: Reggie Yates: Life and Death in Chicago (Dokumentarfilm, als Produzent)
- 2016: Roadkill (Kurzfilm, Regie und Drehbuch)
- 2021: Pirates (Regie und Drehbuch)

## Auszeichnungen
BAFTA Award
- 2003: Nominierung als Best Presenter für den BAFTA Children’s Award (Smile)[3]

British Independent Film Award
- 2021: Nominierung für das Beste Drehbuchdebüt (Pirates)[4]

London Independent Film Festival
- 2014: Auszeichnung als Best Short Film UK (Date Night)[5]

## Werke
- Reggie Yates: Unseen: My Journey. BBC Books, 2017. ISBN 978-1-78594-278-5